# Olivier Mau
Pour les articles homonymes, voir Mau (homonymie).
Olivier Mau, né en 1967 à Paris en France, est un écrivain français, auteur de roman policier et de littérature d'enfance et de jeunesse et scénariste de bande dessinée, directeur de collection chez Parigramme.

## Biographie
Il fait des études artistiques à l'école nationale supérieure des beaux-arts puis à l'école supérieure des arts et techniques. À 22 ans, il s'installe à Londres comme dessinateur publicitaire. Il reprend ses études et obtient un Higher National Diploma (en) à Ealing Polytechnic. 
De retour en France, il anime des ateliers d'écriture et se consacre à ses romans. Il est l'auteur de huit romans policiers et d'ouvrages pour la jeunesse. Il est également scénariste de bandes dessinées.

## Œuvre

### Romans
- Un bon petit gars, Balle d'argent, (1995)  (ISBN 2-9508429-2-5), réédition Fleuve noir no 54 (1998)  (ISBN 2-265-06607-9), réédition Pocket no  (2001)  (ISBN 2-266-11542-1)
- Belle-mère en l'île, Éditions Baleine, collection Le Poulpe 2000  (ISBN 2-84219-286-9)
- Raides Dingues, Fleuve Noir, collection Noirs (2001)  (ISBN 2-265-07058-0), réédition Pocket no 11773 (2003)  (ISBN 2-84219-286-9)
- Myrtille à la plage, Pocket no 11500 (2003)  (ISBN 2-266-11853-6)
- Myrtille apprend à nager, Pocket no 11501 (2003)  (ISBN 2-266-11852-8)
- Myrtille boit la tasse, Pocket no 11502 (2003)  (ISBN 2-266-11851-X)
- Les corbeaux nettoieront, Fleuve Noir, collection Noirs (2003)  (ISBN 2-265-07449-7)

### Littérature d'enfance et de jeunesse

#### SérieArmand
- Armand chez les Passimpas, Syros, collection Mini Souris noire no 35 (1998)  (ISBN 2-84146-590-X), réédition Mini Syros Polar (2009)  (ISBN 978-2-7485-0820-8)
- Armand, dur à cuire !, Syros, collection Mini Souris noire no 44 (1999)  (ISBN 2-84146-659-0), réédition Mini Syros Polar (2007)  (ISBN 978-2-7485-0550-4)
- Armand et le commissaire Magret, Syros, collection Mini Souris noire no 51 (1999)  (ISBN 2-84146-697-3), réédition Mini Syros Polar (2007)  (ISBN 978-2-7485-0551-1)
- Armand pique sa crise, Syros, collection Mini Souris noire no 56 (1999)  (ISBN 2-84146-732-5)
- Armand sur canapé, Syros, collection Mini Souris noire no 61 (2000)  (ISBN 2-84146-790-2)
- Armand sous les tropiques,  Syros, collection Mini Souris noire no 65 (2000)  (ISBN 2-84146-822-4)
- Armand contre Joe Lateigne, Syros, collection Mini Souris noire no 72 (2001)  (ISBN 2-84146-981-6)
- Armand et la Grosse Dinde de Noël, Syros, collection Mini Souris noire no 73 (2001)  (ISBN 2-84146-980-8)
- Armand mon canard dur à cuire, Syros jeunesse, (2002) (réunit  Armand chez les Passimpas ; Armand dur à cuire ! ; Armand et le commissaire Magret ; Armand pique sa crise ; Armand sur canapé ; Armand sous les tropiques ; Armand contre Joe Lateigne ; Armand et la Grosse Dinde de Noël)  (ISBN 2-7485-0027-X)

#### Série Tante Agathe
- Tante Agathe et les Agités du bocal, Syros, collection Tempo (2003)  (ISBN 2-7485-0047-4)
- Tante Agathe a la forme olympique, Syros, collection Tempo (2003)  (ISBN 2-7485-0048-2)
- Tante Agathe et l'Homme papillon, Syros, collection Tempo (2003)  (ISBN 2-7485-0049-0)

#### Autres ouvrages de littérature d'enfance et de jeunesse
- Mon frère est un drôle de type, Syros, collection Souris noire no 6 (1997)  (ISBN 2-84146-449-0), réédition dans la même collection (2005)  (ISBN 2-7485-0406-2)
- Rachid Système, Méréal, Black process. Collection Junior (1998) (coécrit avec  Les Chaps)
- Les Fusils dans l'île, éditions Albin Michel, collection Le Furet enquête no 7 (1999)  (ISBN 2-226-09151-3)
- Tonton Émile, Syros, collection Souris noire no 32 (1999)  (ISBN 2-84146-678-7), réédition dans la collection Rat noir no 5 (2002)  (ISBN 2-7485-0070-9), réédition Collection Facilire (2007)  (ISBN 978-2-84379-397-4)
- Temps de chien, Syros, collection Souris noire no 53 (2000)  (ISBN 2-84146-900-X), réédition dans la même collection (2005)  (ISBN 2-7485-0360-0)
- Peau de vache, Syros, collection Souris noire no 60 (2001)  (ISBN 2-84146-975-1)

### Nouvelles de littérature d'enfance et de jeunesse
- Albert, dans le recueil La Course de l'univers, Fleurus, collection Z'azimut no 3 (2000)  (ISBN 2-215-05136-1)
- Le Disparu du Pont-Neuf, dans le recueil Le Disparu du Pont-Neuf, Fleurus, collection Z'azimut no 8 (2000)  (ISBN 2-215-05139-6)
- Le Fils de l'espion, dans le recueil Le Fils de l'espion, Fleurus, collection Z'azimut no 24 (2002)  (ISBN 2-215-05211-2)

### Recueil de nouvelles
- Dipsomanes, Méréal (1999)  (ISBN 2-84480-000-9)
- Un petit cou de trop derrière la cravate, Éditions Baleine, collection Tourisme et Polar (1998)  (ISBN 2-84219-183-8)

### Nouvelles
- Sympathy for the devil, dans la revue Polaroïdes (1997)
- Un air de famille, dans le recueil Du lit au ciel, Éditions Luce Wilquin (1997)
- Nib, dans la revue Caïn, (1998)
- Champion du monde, dans la revue Ligne noire (1999)
- Jardin de roses, Libération (1999)
- Jolie Môme, dans le recueil Noir comme Éros, La Bartavelle Éditeur, Bartavelle noire (1999)  (ISBN 2-87744-575-5)
- Madame Simone, dans la revue Ligne noire (2000)
- De l'eau sous les ponts, dans la revue 813 (2000)
- Bonne nuit les petits, dans le recueil Écrans noirs 2, Festival Polar de Cognac / Le Marque-page (2002)
- Le Triomphe de la canaille, dans le recueil Mystères et découvertes dans les musées du Loiret (2003)  (ISBN 2-910173-20-8)
- Essaye encore, dans le recueil Le Fil, Castor astral (2004)  (ISBN 2-85920-580-2)
- Un père et passe, dans le recueil Bukowski d'ici à nulle part, Eden (2004)  (ISBN 2-915525-00-5)
- Tout le monde descend, Ville de Beauvais (2004)
- Le Roi de la sarbacane, dans le recueil J'ai dix ans, Castor astral (2005)  (ISBN 2-9518527-3-8)
- Atomik kid, dans la revue Shanghai express (2006)
- N'culé, dans la revue Shanghai express (2006)
- Pedro, dans la revue Shanghai express (2006)
- Rudy can't fail dans London Calling, Buchet-Chastel (2009)
- Subterranean jungle dans Ramones, Buchet-Chastel (2011)
- Week-end sauvage dans La souris déglinguée, Éditions du Camion blanc (2011)
- Trafalgar dans The Doors, Buchet-Chastel (2012)
- Sur la piste inconnue dans Berurier Noir, Éditions du Camion blanc (2012)
- Junky slip dans Sandinista !, Goater Noir (2017)

### Nouvelles de littérature d'enfance et de jeunesse coécrites avecCaryl Féreysignées Jacques Daniel
- Apprenti mousquetaire, dans le recueil Mousquetaire malgré lui, Fleurus, collection Z'azimut no 10 (2001)  (ISBN 2-215-05161-2)
- Piro le fou,  dans le recueil Avis de tempête,  Fleurus, collection Z'azimut no 12 (2001)  (ISBN 2-215-05163-9)
- Le Sourire de la mort, dans le recueil Avis de tempête, Fleurus, collection Z'azimut no 12 (2001)  (ISBN 2-215-05163-9)
- Pupus, dans le recueil L'Ultime Combat, Fleurus, collection Z'azimut no 22 (2002)  (ISBN 2-215-05198-1)
- L'Ultime Combat, dans le recueil L'Ultime Combat, Fleurus, collection Z'azimut no 22 (2002)  (ISBN 2-215-05198-1)
- Le Bal des faucheurs, dans le recueil La Danse de Louisa, Fleurus, collection Z'azimut no 23 (2002)  (ISBN 2-215-05199-X)
- Cavale sous les tropiques, dans le recueil Le Fils de l'espion, Fleurus, collection Z'azimut no 24 (2002)  (ISBN 2-215-05211-2)

### Bandes dessinées
- Achevé d'imprimer, dessins de Rémy Mabesoone, Casterman (2006)  (ISBN 2-203-33100-3)
- Au revoir Monsieur, dessins de Rémy Mabesoone, Casterman (2008)  (ISBN 978-2-203-01248-6)
- Bonne nuit les petits, dessins de Stéphane Lenglet, Casterman (2009)  (ISBN 978-2-203-02101-3)
- Tout le plaisir est pour moi, dessins de Fred Druart Glénat (2018)

## Directeur de collection
Collection Noir 7.5 chez Parigramme :
- Romain Slocombe : L'infante du rock, 2009, 270 p.,  (ISBN 978-2-84096-605-0)
- Caroline Sers : Des voisins qui nous veulent du bien, 2009, 187 p.,  (ISBN 978-2-84096-607-4)
- Lalie Walker : Aux malheurs des dames, 2009, 271 p.,  (ISBN 978-2-84096-606-7)
- Gilles Schlesser : Mortelles voyelles, 2010, 232 p.,  (ISBN 978-2-84096-673-9)
- Paris jour : 12 nouvelles inédites, 2011, 163 p.,  (ISBN 978-2-84096-687-6) (avec la participation de : Ingrid Astier, Michel Chevron, Didier Daeninckx, Caryl Férey, Sébastien Gendron, Marcus Malte, Jean-Bernard Pouy, Jean-Jacques Reboux, Christian Roux, Romain Slocombe, Marc Villard, Lalie Walker)
- Joseph Incardona : Trash circus, 2012, 220 p.,  (ISBN 978-2-84096-702-6)